# Schleitheim
Schleitheim je obec ve švýcarském kantonu Schaffhausen. Žije zde přibližně 1 700 obyvatel.

## Geografie
Obec Schleitheim leží v nejsevernější části Švýcarska, v údolí Schleitheimtal na severozápadě kantonu Schaffhausen, obklopena horami Staufenberg a Randen, které jsou předhůřím Jury.
Na severozápadě tvoří hranici s Německem řeka Wutach. Jediný celní úřad v obci se nachází v místní části Oberwiesen. Sousedními obcemi Schleitheimu ve Švýcarsku jsou známá vinařská obec Hallau, hlavní město kantonu Schaffhausen a menší obce Beggingen, Siblingen, Gächlingen a Oberhallau. Na německé straně sousedí Schleitheim na západě se Stühlingenem a na severu s Blumbergem.

## Historie

Letecký pohled (1965)

Oblast dnešního Schleitheimu byla osídlena již v římské době. Tehdejší vicus se nazýval Juliomagus, jak je známo z Peutingerově mapě ze 4. století. Byl to úsek římské hlavní cesty z Coma do Grinaria na Neckaru. Německý název je poprvé doložen v roce 995 jako Sleitheim. Je složen ze starohornoněmeckého *sleit „mírně svažitý, nakloněný“ (viz schleit, schleiter ve švýcarské němčině) a starohornoněmeckého heim „dům, obydlí“ a znamená tedy „osada na mírném svahu, na nakloněné rovině“.
Schleitheim byl již v 10. století součástí historického údolí Randental. V roce 970 daroval švábský vévoda Burkhart III. pozemky a jurisdikci Schleitheimu spolu s Beggingenem opatství Reichenau. Opatem udělené hejtmanství si v pozdním středověku rozdělili páni z Randegg-Neueneggu a hrabata z Lupfenu. V roce 1438 přešel do vlastnictví schaffhausenského špitálu, který vlastnil podíl na panství Neuenegg. V roce 1530 získal Schaffhausen výměnou od hrabat z Lupfenu za Grafenhausen a Birkendorf nižší a vyšší soudní pravomoc s výjimkou západní části Schleitheimu, která byla Lupfenským přidělena v roce 1491 na základě rozhodčího nálezu. V tomtéž roce byly Schleitheim a Beggingen převedeny ze zemského panství Stühlingen na město Schaffhausen výměnou za Grafenhausen a Birkendorf. Až do roku 1798 tvořily Schleitheim a Beggingen schaffhausenské panství Schleitheim. Vesnice utrpěla těžké škody během švábské války v roce 1499 a třicetileté války v roce 1633. Bádenské velkovévodství jako nástupce hrabat z Lupfenu vlastnilo vrchnostenský dvůr nad Gatterholzem a Westerholzem, který připadl Schleitheimu v roce 1839 výměnou za vrchnostenský dvůr nad Epfenhofenem. Od té doby tvoří řeka Wutach hranici s Německem.
Historický význam získal Schleitheim mimo jiné jako místo, kde byly pod vedením Michaela Sattlera sepsány Schleitheimské články z roku 1527, nejstarší vyznání víry reformačních anabaptistů.

## Obyvatelstvo

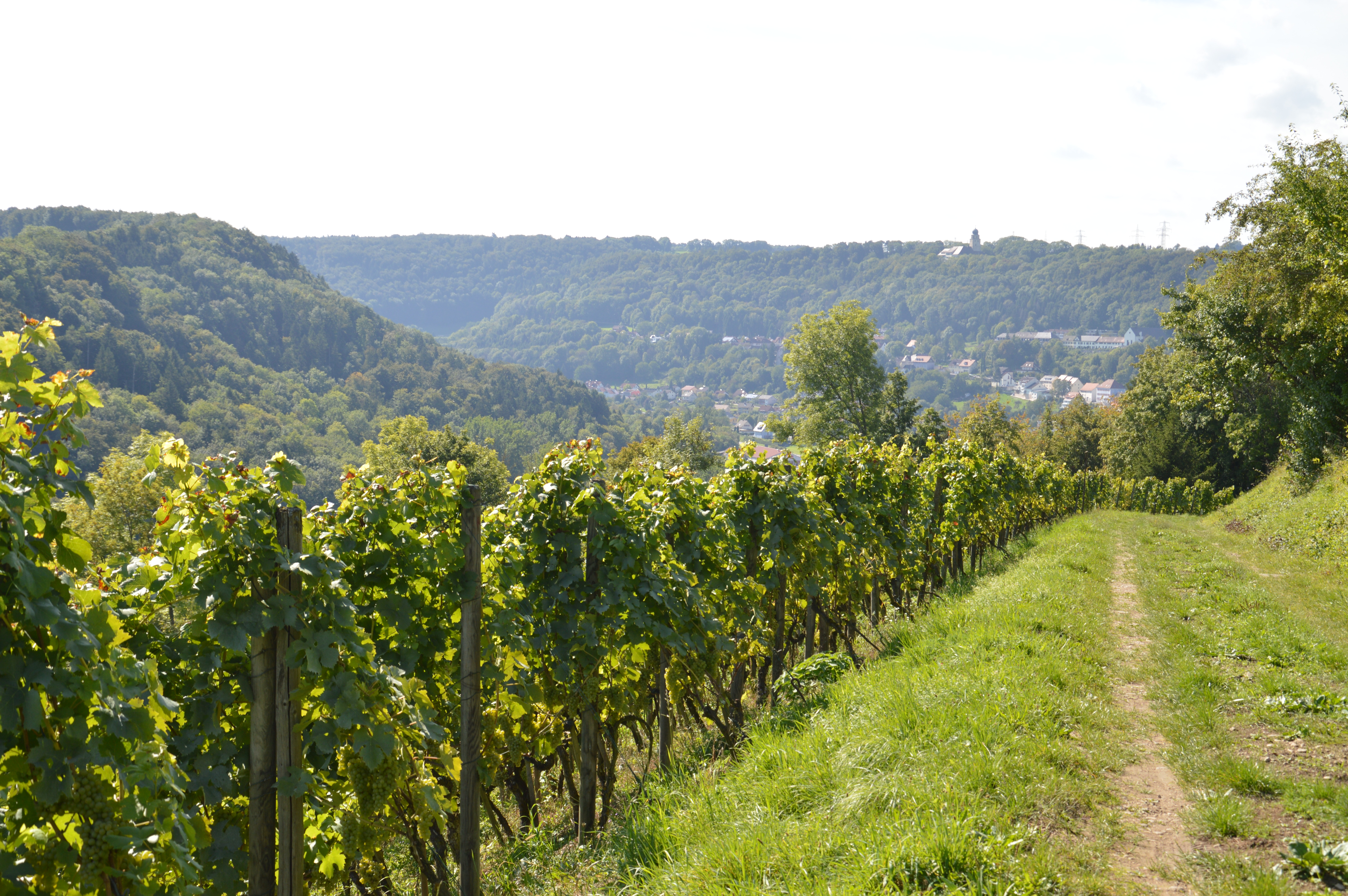
Vinice v obci

| Rok            | 1530    | 1798 | 1836 | 1850 | 1900 | 1950 | 2000 |
| Počet obyvatel | cca 250 | 1468 | 2289 | 2476 | 1893 | 1529 | 1779 |

## Doprava
Obec, která sousedí s Německem, byla konečnou stanicí bývalé tramvajové trati Schaffhausen–Schleitheim. Je zde silniční spojení do Oberwiesenu na státní hranici s Německem, do Schaffhausenu a místní silnice do Beggingenu a Hallau. Nejbližší nájezd na dálnici A4 ve směru na Curych nebo Stuttgart je vzdálen 14 km.
Jako místní veřejná doprava obsluhují Schleitheim autobusy provozované společností Verkehrsbetriebe Schaffhausen vbsh. 
Přes vinice vede cyklostezka do Oberwiesenu a k hraničnímu přechodu na řece Wutach.